# Nima Nakisa
Nima Nakisa (per. نیما نکیسا, ur. 1 maja 1975 w Teheranie) – piłkarz irański grający na pozycji bramkarza.

## Kariera klubowa
Nakisa urodził się w stolicy kraju, Teheranie. Karierę piłkarską rozpoczął w tamtejszym klubie Persepolis Teheran, w barwach którego zadebiutował w 1994 roku w pierwszej lidze irańskiej. Swój pierwszy sukces w karierze osiągnął w sezonie 1995/1996, gdy wywalczył z Persepolisem tytuł mistrza Iranu. Przegrywał jednak rywalizację z Ahmadem Rezą Abedzadehem i odszedł do Pajam Meszhed. Po roku wrócił jednak do Persepolis i przez kolejne dwa sezony nadal walczył o miejsce w składzie z Abedzadehem. W 1999 roku wywalczył z Persepolis dublet.
W 1999 roku Nakisa wyjechał do Europy i został bramkarzem greckiego zespołu AO Kavala. Rozegrał w nim tylko dwa spotkania i latem odszedł do albańskiego Flamurtari Vlorë. W albańskiej pierwszej lidze grał przez jeden sezon.
W 2000 roku Nakisa wrócił do Iranu. Został piłkarzem klubu Bargh Sziraz. Grał w nim bez większych sukcesów przez dwa lata, do 2002 roku. Wtedy też był bohaterem transferu do stołecznego PAS Teheran. W 2004 roku miał współudział w wywalczeniu pierwszego od 1993 roku mistrzostwa Iranu przez PAS. W sezonie 2005/2006 stracił jednak miejsce w składzie i odszedł do Esteghlal Jonub Dezful. W 2007 roku został zawodnikiem Esteghlalu Ahwaz.

## Kariera reprezentacyjna
W reprezentacji Iranu Nakisa zadebiutował w 1996 roku. W 1998 roku został powołany przez Dżalala Talebiego do kadry na Mistrzostwa Świata we Francji. Tam był wystąpił jedynie w spotkaniu z Jugosławią, przegranym 0:1. Po Mundialu przestał występować w reprezentacji, a łącznie wystąpił w niej 11 razy.